# A Holy Terror
A Holy Terror (frei übersetzt Ein gewaltiger Schreck) ist ein US-amerikanischer Western von 1931 unter der Regie von Irving Cummings, dessen Hauptrollen besetzt sind mit George O’Brien, Sally Eilers, Rita La Roy und Humphrey Bogart. Das Drehbuch von Block, Cohn und Fagan geht zurück auf den Roman Trailin’! von Max Brand. Der Roman erschien zuerst als Fortsetzungsroman in der All-Story Weekly (1. November bis 6. Dezember 1919).
Eines der Filmplakate pries den Film seinerzeit wie folgt an: Schneller Kassenschlager! Ein reitendes, kämpfendes Mysterium und ein Mädchen, für das es sich zu kämpfen lohnt. Er war ein Playboy aus dem Osten, fesselte aber die harten Kerle des Westens durch Verknüpfungen und hatte daneben immer noch Zeit, um Liebe zu machen! Wie Sie die Liebe lieben werden, die er macht! Ein weiterer Fox-Film, der bei den Zuschauern und der Öffentlichkeit hoch im Kurs steht.
Auf einem anderen Filmplakat der damaligen Zeit war zu lesen: Von den Polofeldern des Ostens bis zu den Viehweiden Wyomings folgt ein hartgesottener Held den Spuren von Romantik und Geheimnissen. Die Jugend wagt alles und triumphiert über den Verrat. Jede Menge Action … jede Menge Drama … und ein Mädchen, für das es sich zu kämpfen lohnt.

## Handlung
Der Film beginnt damit, dass William Drew, dem wohlhabenden Schriftsteller Thomas Woodbury in dessen Büro gegenübersteht. Die Männer verbindet ganz offensichtlich eine gemeinsame Vergangenheit, da Drew äußert, dass er seit 25 Jahren nach Woodbury suche, aber Schwierigkeiten gehabt habe, ihn zu finden, weil er seinen Namen geändert habe. Während Woodbury nach seiner in einer Schublade liegenden Waffe greift, wechselt der Film zu einem Polospiel, bei dem Woodburys Sohn Tony erfährt, dass sein Vater unter mysteriösen Umständen gestorben und eine Schusswaffe im Spiel gewesen sei.
Etwas später gehen Tony und der Anwalt seines Vaters persönliche Dokumente des Verstorbenen durch, aus denen sie entnehmen, dass Woodbury seinen Nachnamen vor 25 Jahren in Bard geändert hat und ab diesem Zeitpunkt Privatdetektive bezahlte, die einen Rancher namens William Drew aus Wyoming für ihn ausspionieren sollten. Tony glaubt und hofft, dass dieser Drew ihm eventuell weiterhelfen könnte, was es mit der Namensänderung  auf sich habe, und ihm Hinweise geben könnte, was es mit dem Tod seines Vaters auf sich habe. Er beschließt daher, ihm einen Besuch abzustatten.
Da Tony ein reicher, verwöhnter junger Mann ist, der Polo spielt, besitzt er ein eigenes einsitziges Flugzeug, mit dem er von New York nach Wyoming fliegt. Seine Ankunft dort ist allerdings desaströs, er landet sein kleines Flugzeug fast im Badezimmer einer Pension. Dort duscht die junge Besitzerin Jerry Foster gerade. Trotz des großen Schreckens, ist es bei beiden Liebe auf den ersten Blick.
Tony zieht jedoch weitere Aufmerksamkeit auf sich und tritt vor allem dem Spieler Steve Nash gehörig auf die Füße. Steve ist verliebt in Jerry, ihm gefällt ganz und gar nicht, was zwischen Tony und Jerry vor sich geht. Nun will der Zufall es auch noch, dass ausgerechnet Nash Vorarbeiter auf Drews Ranch ist. Dieser ist geschäftlich unterwegs. Tony findet jedoch heraus, dass Drew kurz vor dem Tod seines Vaters eine Zugfahrkarte nach New York gekauft hatte. In einem Gespräch mit Nash erfährt er von diesem, dass Drew nach El Paso wollte. Tonys Aufenthalt gestaltet sich jedoch schwieriger, als er ohnehin schon ist, auch weil Nash zwar hilfsbereit tut, aber alles daran setzt, um ihn vor Jerry zu demütigen.
Dann jedoch wendet sich das Blatt, als Tony gewahr wird, dass Nash gemeinsam mit seinem Kumpel Butch Morgan illegale Geschäfte betreibt, bei denen die Männer gestohlene Pferde verhökern. Als Butch mitbekommt, dass Tony ihnen auf die Schliche gekommen ist, will er Blut sehen. Die beiden Kumpel versuchen daraufhin, Tony zu schaden, indem sie ihm in einer bestimmten Hoffnung ein wildes Pferd zum Reiten geben. Sie haben nicht damit gerechnet, dass Tony, ein Champion im Polo, das Pferd unter Kontrolle bekommt und zähmen kann, womit er sich, wenn auch nicht bei ihnen, viel Respekt verdient.
Als Drew zurückkommt, erzählt Steve ihm von Tony und erhält den Befehl, Tony unverletzt zur Ranch zu bringen. Steve macht sich also auf in die Stadt und findet Tony und Jerry gemeinsam bei einer Tanzveranstaltung. Es gelingt ihm jedoch, Tony zu überreden, ihn zu Drews Ranch zu begleiten. Auf dem Weg dorthin begegnet den beiden Butch Morgan, der Tony eine Tracht Prügel verpasst. Zudem wird Tony schnell klar, dass Nash und Morgan ihn entführen wollen. Tony reagiert blitzschnell, indem er über eines der Pferde, auf ein anderes in der Teufellschlucht springt, wodurch er entkommen kann. Nash begibt sich daraufhin zur Ranch und erzählt Drew, was passiert ist. Dieser ist wütend darüber, dass Nash und Morgan Tonys Leben gefährdet haben, beruhigt sich aber, als Tony unverletzt auf seinem Pferd eintrifft.
Unterdessen hat Kitty, Nashs Freundin, die von ihm abserviert wurde, Jerry erzählt, dass Steve und Butch Tony entführt hätten. Jerry macht sich daraufhin unverzüglich auf zur Ranch. Dort hat Drew inzwischen Jim Lawler, einen seiner Männer, angewiesen, sich als er auszugeben. Tony befragt dann den vermeintlichen Mr. Drew und will wissen, ob er ihm etwas über den Tod seines Vaters sagen könne. Als Jerry hinzukommt, kann Drew sein Versteckspiel jedoch nicht länger aufrechterhalten und gibt sich zu erkennen. Drew versichert seinem Sohn, dass er Thomas nicht ermordet habe und will ihm gerade die ganze Geschichte erzählen, als er sieht, wie Butch im Begriff ist, Tony von draußen durchs Fenster in den Rücken zu schießen. Er stößt ihn in Sicherheit, wird aber selbst durch einen Streifschuss verwundet. Während Drews Männer Butch verfolgen, kümmern sich Tony und Jerry um Drew. Dieser erzählt, dass er und Thomas jahrelang beste Freunde gewesen seien. Dann jedoch hätten sie sich in dieselbe Frau verliebt, die ihn erwählt und geheiratet habe. Als ihnen ein Sohn geboren wurde, habe Thomas ihm das Baby und dessen Mutter gestohlen. Erst 25 Jahre später sei er schließlich zu Thomas gegangen, um ihn zur Rede zu stellen und seinen Sohn zurückzuholen. Tony freut sich, dass Drew sein wirklicher Vater ist. Er versichert ihm, dass er und Jerry sich immer um in kümmern würden.
Hinsichtlich des Todes des Mannes, von dem Tony glaubte, dass es sein Vater sei, deutet sein wirklicher Vater an, dass es zu einem körperlichen Angriff zwischen ihm und seinem ehemaligen Freund gekommen sei, wobei sich der tödliche Schuss gelöst habe.

## Produktion

### Produktionsnotizen, Hintergrund
Es handelt sich um eine Produktion der Fox Film Corporation. Die Dreharbeiten fanden in Gull Lake im Inyo National Forest in Kalifornien statt. Laut den Aufzeichnungen von Twentieth Century-Fox der Rechtsabteilung der UCLA Theatre Library war ursprünglich Alphonse Ethier für die Rolle des Jim Lawler vorgesehen. Ein früherer Film, der auf derselben Vorlage basierte, wurde 1921 unter dem Titel Trailin’ von Fox gedreht. Regie führte Lynn F. Reynolds, die Hauptrollen spielten Tom Mix und Eva Novak.
Dass der Film vor dem in Hollywood geltenden Pre-Code gedreht wurde, ergibt sich auch die Tatsache, dass ein Mann getötet wird und die einzige Person, die es wissen könnte, sagt, das sei versehentlich geschehen.

### Soundtrack
- For You; Musik: Joseph A. Burke, Text: Al Dubin
- Do You Believe in Love at Sight?; Musik: Ted Fio Rito, Text: Gus Kahn
- Lonesome Lover; Musik: James V. Monaco, Text: Al Bryan
- I’m a Dreamer/Aren’t We All?; Musik: Ray Henderson, Text: Buddy G. DeSylva und Lew Brown
- I Am the Words/You Are the Music; Musik: Ray Henderson, Text: Buddy G. DeSylva und Lew Brown

### Veröffentlichung
Der Film, dessen Arbeitstitel Wyoming Wonder lautete, hatte am 17. Juli 1931 Premiere in New York und startete am 19. Juli 1931 in den gesamten Vereinigten Staaten. In Australien wurde er am 19. Dezember 1931 erstmals veröffentlicht, in Dänemark am 25. Januar 1932, in Barcelona in Spanien am 1. Februar 1932 und in Madrid am 14. März 1932, in Schweden am 11. April 1932 sowie in Belgrad in Jugoslawien am 31. Oktober 1932. Veröffentlicht wurde der Film zudem in Österreich, dort unter dem Titel Tod und Teufel, in Brasilien, in Griechenland, in Japan sowie im Vereinigten Königreich.

## Kritik
Der Kritiker der New York Times meinte, A Holy Terror laufe im Kino, um seinen bescheidenen Abschied zu nehmen, und um mit George O’Brien, Rätsel um Mord und Liebe zu lösen. Der Film sei nichts für diejenigen, deren Erinnerungen die früheren Tage (des glorreichen Western) nicht vergessen könnten und Sally Eilers lieber auf den Gleisen als unter der Dusche sehen würden. Auch möge diese alternde Gruppe ihre Schurken nicht glattrasiert, da viele die spektakulärere Seite des Lebens mit dem düsteren, unheimlichen Schnurrbart verlassen hätten. Die Erinnerung bleibe. Der Film habe durchdachter sein können, so sei er eine Geste an die Vergangenheit.
Auf der Seite The Bogie Film Blog heißt es, Bogart spiele hier eine für ihn typische Rolle eines Bösewichts. Seine Leistung in diesem Film sei bei weitem die beste, inklusive Ostküstenakzent, denn niemand könne den typisch harten Kerl besser spielen als Bogart. Er jammere, meckere, streite sich, grinse und verliere den gesamten Film über die Fassung, langweilig werde es mit ihm nie.
Frank’s Movie Log führte aus, der Film sei vergessenswerter Unsinn, der nur insoweit bemerkenswert sei, da er Bogarts ersten Auftritt als Bösewicht markiere, eine Rolle, der er während des Großteils seiner frühen Karriere nur schwer habe entkommen können.
Der Autor Alan G. Barbour führte in seiner Biografie über Bogart aus, dass Bogarts letzter Film bei Fox „so einfallslos“ gewesen und ihm „so wenig Gelegenheit für ein Fortkommen als Schauspieler“ geboten habe, dass Bogart sofort nach Abschluss der Dreharbeiten zum Broadway zurückgekehrt sei. Die Rolle sei zudem eine „totale Fehlbesetzung“ für Bogart gewesen und er habe sich offenbar auch nicht „sonderlich wohlgefühlt“.